# Unité urbaine de Livron-sur-Drôme
L'unité urbaine de Livron-sur-Drôme est une unité urbaine française centrée sur la commune de Livron-sur-Drôme, dans le département de la (Drôme) en région Auvergne-Rhône-Alpes.

## Données générales
Dans le zonage réalisé par l'Insee en 2010, l'unité urbaine était composée de trois communes.
Dans le nouveau zonage réalisé en 2020, elle est composée des trois mêmes communes.
En 2022, avec 16 468 habitants, elle représente la 5e unité urbaine du département de la Drôme et occupe le 46e rang dans la région Auvergne-Rhône-Alpes.
En 2021, sa densité de population s'élève à 212 hab/km2. Par sa superficie, elle représente 1,19 % du territoire départemental et, par sa population, elle regroupe 3,18 % de la population du département de la Drôme.

## Composition 2020 de l'unité urbaine
Elle est composée des trois communes suivantes :
| Nom                             | Code Insee | Département | Statut       | Superficie (km2) | Population (dernière pop. légale) | Densité (hab./km2) | Modifier                                    |
| ------------------------------- | ---------- | ----------- | ------------ | ---------------- | --------------------------------- | ------------------ | ------------------------------------------- |
| Livron-sur-Drôme (ville-centre) | 26165      | Drôme       | ville-centre | 39,52            | 9 272 (2022)                      | 235                | modifier les données · modifier les données |
| Cliousclat                      | 26097      | Drôme       | banlieue     | 9,65             | 612 (2022)                        | 63                 | modifier les données · modifier les données |
| Loriol-sur-Drôme                | 26166      | Drôme       | banlieue     | 28,66            | 6 584 (2022)                      | 230                | modifier les données · modifier les données |

## Évolution démographique
| 1968  | 1975  | 1982   | 1990   | 1999   | 2010   | 2015   | 2021   |
| ----- | ----- | ------ | ------ | ------ | ------ | ------ | ------ |
| 9 381 | 9 544 | 11 870 | 13 461 | 14 098 | 15 429 | 16 046 | 16 530 |

#### Données générales
- Unité urbaine
- Aire d'attraction d'une ville
- Liste des unités urbaines de France

#### Données démographiques en rapport avec l'unité urbaine de Livron-sur-Drôme
- Aire d'attraction de Valence
- Arrondissement de Die

#### Données démographiques en rapport avec la Drôme
- Démographie de la Drôme